# 17102 Begzhigitova
17102 Begzhigitova è un asteroide della fascia principale. Scoperto nel 1999, presenta un'orbita caratterizzata da un semiasse maggiore pari a 2,2234779 UA e da un'eccentricità di 0,1452766, inclinata di 4,22226° rispetto all'eclittica.